# Lepidocyrtus peisonis
Lepidocyrtus peisonis is een springstaartensoort uit de familie van de Entomobryidae. De wetenschappelijke naam van de soort is voor het eerst geldig gepubliceerd in 1992 door Traser & Christian.